# Miki Breier
Volmir Miki Breier (Cachoeirinha, 18 de novembro de 1965) é um político brasileiro e foi eleito prefeito de Cachoeirinha na eleição municipal de 2017 e reeleito em 2020, porém em setembro de 2021 foi afastado do cargo pela justiça e em outubro de 2022, ocorrerá uma eleição suplementar na cidade após a cassação dos diplomas dele e do vice-prefeito. Tem formação acadêmica em Filosofia, é mestre pela Pontifícia Universidade Católica do Rio Grande do Sul (PUC/RS) e professor da rede pública de ensino estadual e do município de Gravataí. Foi eleito vereador em 1992, com a segunda maior votação da cidade. Em 1996, elegeu-se vice-prefeito. Neste período, foi secretário de Governo e secretário de Assistência Social. Em 2000, elegeu-se mais uma vez a vereador, com a maior votação da cidade, até aquele ano.
Foi deputado estadual por três mandatos (2006-2010-2014). Na Assembleia Legislativa, foi Presidente do Bloco Brasileiro da União de Parlamentares Sul Americanos e do Mercosul (UPM), da Comissão de Cidadania e Direitos Humanos (CCDH), propositor e coordenador de seis Frentes Parlamentares.
Em 2010, foi um dos Deputados Estaduais do Rio Grande do Sul que votou a favor do aumento de 73% nos próprios salários em dezembro, fato esse que gerou uma música crítica chamada "Gangue da Matriz" composta e interpretada pelo músico Tonho Crocco, que fala em sua letra os nomes dos 36 deputados (inclusive o de Miki Breier) que foram favoráveis a esse autoconcedimento salarial; Giovani Cherini como presidente da Assembleia Legislativa do Rio Grande do Sul na ocasião entrou com uma representação contra o músico, Cherini falou que era um crime contra honra e o título era extremamente agressivo e fazia referência a criminosos que mataram o jovem Alex Thomas, na época Adão Villaverde que se tornou o sucessor na presidência da Assembleia Legislativa, expressou descontentamento discordando da decisão de Cherini, mas em agosto do mesmo ano o próprio Giovani Cherini ingressou com petição pedindo o arquivamento contra o músico com a alegação que não era vítima no processo (seu nome não aparecia na letra, pois como presidente do parlamento gaúcho na ocasião não podia votar) e que defendia a liberdade de expressão, na época Tonho recebeu apoio de uma loja que espalhou 20 outdoors pela capital Porto Alegre e também imenso apoio por redes sociais.
Foi um dos deputados com maior número de leis aprovadas: 21, entre elas, a Lei 12.994,que proíbe a utilização de animais em circos; a Lei 13.275, que limita o fumo em recintos coletivos; a Lei 13.739, que reserva habitações populares para pessoas com deficiência; e a conhecida Lei 12.916, que retirou a bebida alcoólica dos estádios de futebol.
Em 2014, assumiu a Secretaria Estadual do Trabalho e do Desenvolvimento Social, onde atuou para consolidar a política de assistência social como um direito. Neste sentido, foi expandido, por exemplo, o Serviço de Proteção e Atendimento Especializado a Famílias e Indivíduos (Paefi) com a garantia de recursos, através de repasses do Fundo Estadual de Assistência Social (FEAS) e do Fundo Nacional de Assistência Social (FNAS), para a implantação de 23 Centros de Referência Especializado (Creas) em diferentes cidades; realizada a formação de 1,6 mil profissionais através do Programa de Capacitação Permanente. São gestores e trabalhadores do Sistema Único de Assistência Social (CapacitaSUAS), que pela primeira vez receberam este tipo de capacitação no Estado. Outra medida foi a implantação de Residências Inclusivas em Rio Grande, Passo Fundo e Pelotas, para o acolhimento institucional e a proteção social especial de alta complexidade de jovens e adultos.
Foi eleito prefeito de Cachoeirinha em 2016 com 57,7% dos votos e reeleito com 32,8% (não ocorre segundo turno na cidade) em 2020. Em setembro de 2021, Breier foi afastado do cargo pelo Ministério Público devido a uma investigação de desvio de recursos públicos pela prefeitura, um processo de impeachment contra ele foi iniciado pela câmara de vereadores do município, mas foi suspenso pela justiça. Em abril de 2022, o Tribunal Regional Eleitoral do Rio Grande do Sul cassou os diplomas da chapa de Miki Breier e do então vice-prefeito Maurício Medeiros, a inelegibilidade de Breier até 2026 e determinou que uma eleição suplementar fosse realizada em Cachoeirinha, esta foi marcada para o dia 30 de outubro de 2022.